# Анфіногеново
Анфіноге́ново (рос. Анфиногеново) — присілок у складі Афанасьєвського району Кіровської області, Росія. Входить до складу Пашинського сільського поселення.
Населення становить 10 осіб (2010, 23 у 2002).
Національний склад станом на 2002 рік — росіяни 57 %, комі-перм'яки 43 %.